# Absalom and Achitophel
Absalom and Achitophel. A Poem is een allegorisch dichtwerk in twee delen, gepubliceerd in 1681 en 1682. Het eerste deel is geheel van de hand van John Dryden, het tweede werd grotendeels door Nahum Tate geschreven, met toevoegingen van Dryden. Het epos beschrijft de politieke crisis in Engeland aan het eind van de jaren 1670, vermomd als een geschiedenis die zich in het Bijbelse Israël ten tijde van Koning David afspeelt: David staat hier symbool voor Karel II, Israël is Engeland, Egypte staat voor Frankrijk, met Tyrus wordt Nederland bedoeld en Hebron is een allegorie voor Schotland. Een vijftigtal prominente figuren van destijds komt onder een Bijbels klinkend pseudoniem in het werk aan bod. Hoofdrolspelers zijn Monmouth, alias Absalom, en Shaftesbury, alias Achitophel. Deze twee figuren beraamden volgens de Hebreeuwse Bijbel een staatsgreep tegen David, en dit was de stof waarvan Dryden gebruikmaakte om de gebeurtenissen ten tijde van de Exclusion Bill-crisis te beschrijven, een wetsvoorstel dat Jacobus II van de troonsopvolging moest uitsluiten ten faveure van Monmouth, Karels buitenechtelijke zoon.

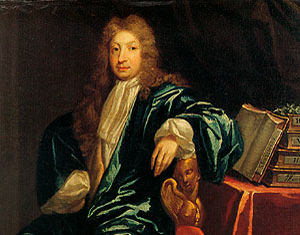
John Dryden

Absalom and Achitophel is in jambische pentameter geschreven: deel I bestaat uit 1031 verzen, deel II omvat er 1140. Uit het voorwoord blijkt dat Dryden zijn werk als een satire beschouwde: „The true end of Satyre is the amendment of Vices by correction. And he who writes honestly, is no more an Enemy to the Offender than the Physician to the Patient” („Het ware doel van ‘satire’ is het verbeteren van ondeugden door middel van correctie. En hij die eerlijk schrijft, is niet méér een vijand van de onverlaat dan de arts er een van de patiënt is.” [cursief in origineel]) De koningsgezinde Dryden, die tevens Poet Laureate was, koos ondubbelzinnig de zijde van de Tories, om welke reden Shaftesbury, leider van de Whigs, als de grote booswicht Achitophel wordt voorgesteld. Desalniettemin verdedigde Dryden de aanvallen op Shaftesbury vanuit het wezen van satire als dusdanig: „For Wit and Fool are Consequents of Whig and Tory : and every man is a Knave or an Ass to the contrary side.” („Want ‘erudiet’ en ‘dwaas’ zijn logische gevolgen van ‘Whig’ en ‘Tory’, en elkeen is een snoodaard of een ezel in de ogen van de tegenpartij.” [cursief in origineel])

## Politieke tweespalt omstreeks 1680

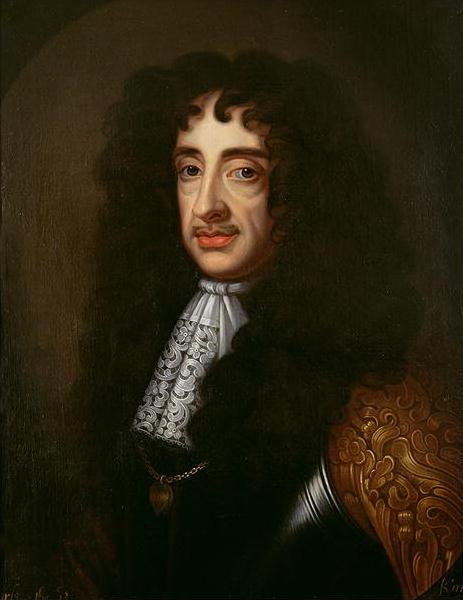
Karel II („David”)

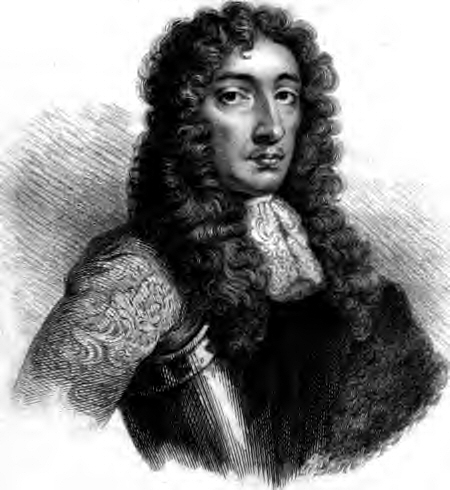
Shaftesbury („Achitophel”)

De repercussies van de tweedeling tussen Whigs en Tories op het maatschappelijke leven in de jaren 1670 leidden eveneens tot het ontstaan van twee facties in de literatuur. Naargelang de politieke voorkeuren die schrijvers hadden, werden ze tot het ene of het andere kamp gerekend. Concreet betekende dit dat hun begunstigers of mecenassen in het parlement voor een van beide partijen uitkwamen. De politieke facties hadden ook een religieuze dimensie: onder de parlementair gezinde Whigs bevonden zich vele dissenters die afweken van de officiële anglicaanse lijn, terwijl bij de koningsgezinde Tories, die grotendeels uit de oude landadel bestonden, de strikte aanhangers van de Church of England sterker vertegenwoordigd waren. Katholieken vormden in Engeland een zeer kleine minderheid, maar waren wel aan het hof aanwezig; Karel II sympathiseerde met het katholicisme, maar handhaafde de bepalingen van de Test Act, die vereisten dat wie een openbaar ambt bekleedde, zich tot de Church of England bekende. In het gedicht worden de katholieken Jebusieten genoemd; de priesters van de Church of England zijn de Hebreeuwse priesters. Karels broer Jacobus was daarentegen openlijk katholiek, en de Whig-politici vreesden voor een absolutistische dictatuur naar Frans model indien Jacobus hem zou opvolgen.
In 1675 werd John Sheffield, earl van Mulgrave, Drydens patroon. Mulgrave was een Tory en schreef zelf literaire werken; in Absalom and Achitophel wordt hij Adriel genoemd. Toneelschrijver Nathaniel Lee vergezelde hen; later kwam daar nog de weinig succesrijke dichter Sir Carr Scroope bij. Hun ideologische tegenstanders concentreerden zich rond John Wilmot, earl van Rochester: een frivole, libertijnse dichter en edelman die goede banden met de toneelschrijvers Thomas Shadwell en Thomas Otway onderhield. George Etherege en William Wycherley waren eveneens vrienden van Rochester, alsook de minder belangrijke schrijver Sir Francis Fane. Etherege en Wycherley waren evenwel voldoende onafhankelijk om ook met Dryden en bondgenoten op goede voet te staan. De kliek rond Rochester zocht toenadering tot andere Whig-georiënteerde politici, zoals George Villiers, 2de hertog van Buckingham die in het gedicht als Zimri wordt opgevoerd.
Een belangrijke factor in de maatschappelijke onrust was de valse Paapse samenzwering, in 1678 door Titus Oates uitgelokt om de katholieke bevolking in een kwaad daglicht te stellen. Dit fictieve complot leidde tot vijandelijkheden jegens katholieken en vormde zodoende tevens een potentieel probleem voor de machtspositie van de Tories. Dryden stelt Oates als de rebelse Corah voor, wiens hetze luidens de Bijbel tot een plaag onder de bevolking leidde. In de hysterie van de Paapse samenzwering werd de protestantse magistraat Sir Edmund Berry Godfrey in mysterieuze omstandigheden vermoord, waarna met een beschuldigende vinger naar de katholieken werd gewezen. In het gedicht wordt Berry Godfrey Agag genoemd.

## Deel I

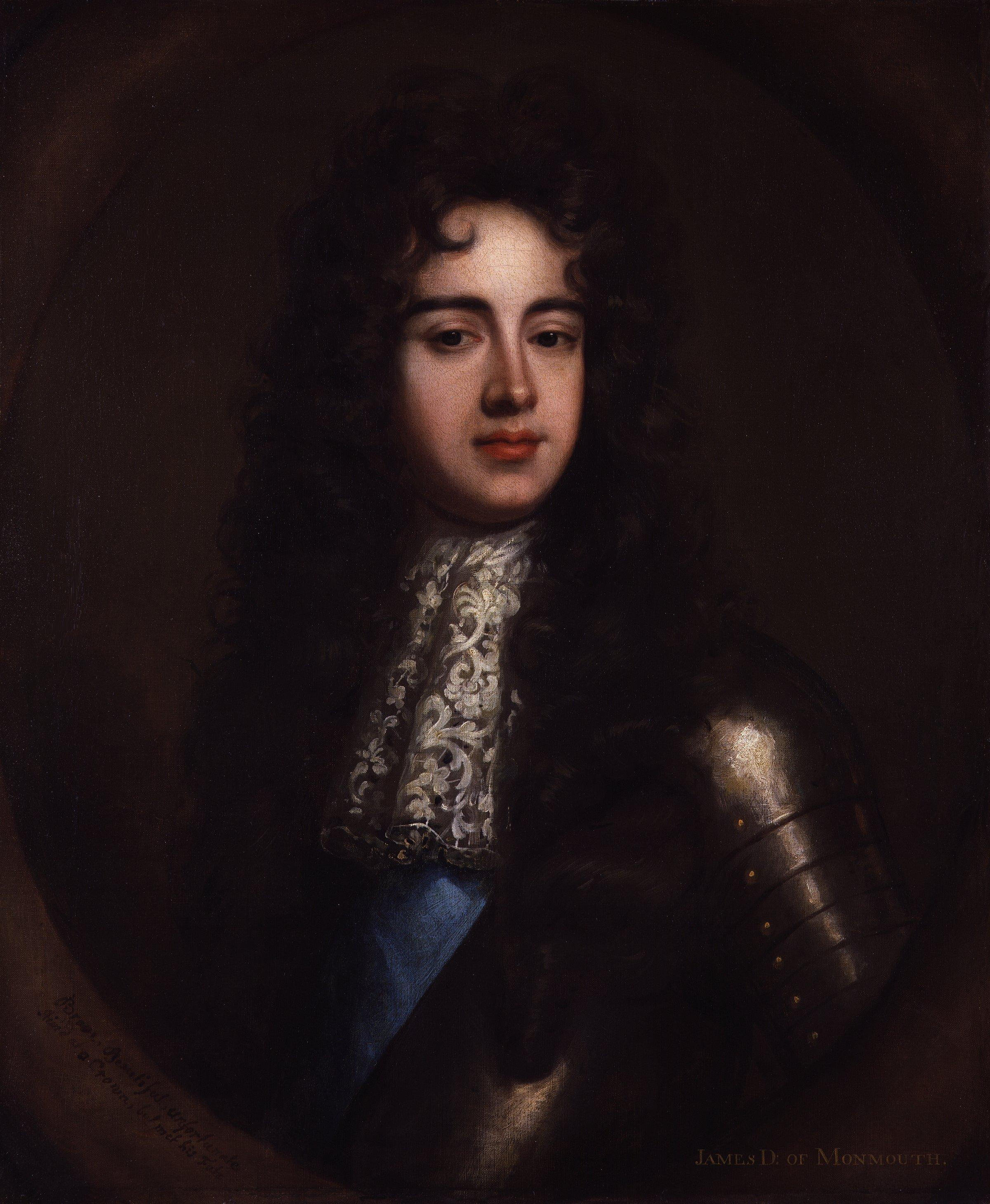
Monmouth („Absalom”)

Op ironische wijze plaatst Dryden zijn dichtwerk in de Oudheid, „toen polygamie nog geen zonde was” (Karel II had talloze concubines). Koning Karels vrouw, Catharina van Braganza (alias Michal), had geen kinderen. Het is jammer dat men zich thans tot één partner moet beperken.
IN pious times, e’r Priest-craft did begin,
Before Polygamy was made a Sin ;
When Man on many multipli’d his kind,
E’r one to one was cursedly confin’d,
When Nature prompted and no Law deni’d
Promiscuous Use of Concubine and Bride ;
Then Israel’s Monarch, after Heavens own heart,
His vigorous warmth did, variously, impart
To Wives and Slaves : And, wide as his Command,
Scatter’d his Maker’s Image through the Land.
Michal, of Royal Blood, the Crown did wear,
A soil ungrateful to the Tiller’s care :
Not so the rest ; for several Mothers bore
To God-like David several Sons before.
De allermooiste van deze zonen, en zijn vaders lieveling, is Absalom; hij is een driftige kerel, misschien omdat zijn vader tijdens zijn verwekking extra energiek was; voor de moord op Amnon blijft Koning David blind (Monmouth had daadwerkelijk een impulsieve moord gepleegd). Sommige Joden beginnen zich af te vragen waarom ze trouw blijven aan een gouden kalf, dat wil zeggen, aan de nieuwe monarchie die ze gecreëerd hebben nadat Saul (Oliver Cromwell) gestorven was en ze de idiote Ishbosheth (Richard Cromwell) hadden verjaagd. Echter, het nuchtere gedeelte van Israël ziet de waarde van een stabiel bestuur in. De Jebusieten hebben de Egyptische riten (het Franse katholicisme) overgenomen, maar moeten onder David meer belastingen betalen en hebben hun landerijen grotendeels verloren. Langzamerhand ontstaat er onenigheid; vanuit de rangen van de Hebreeuwse priesters treden onruststokers naar voren, en een groep gewezen rebellen, aan wie de koning gratie heeft verleend, neemt het voortouw in het zaaien van ontevredenheid. Een van deze lieden is de verrader Achitophel, wiens naam tot in der eeuwigheid vervloekt zal zijn.
Some, by their Monarch’s fatal mercy grown,
From Pardon’d Rebels, Kinsmen to the Throne
Were raised in Pow’r and Publick Office high;
String Bands, if Bands ungrateful men coud tie.
Of these the false Achitophel was first,
A Name to all succeeding Ages curst.
De rechtbanken hebben geluk dat er een schrandere en wijze rechter aan het hoofd zit, namelijk Abbethdin (een personificatie van Beet Dien, een joodse rechtbank): „Yet, Fame deserv’d, no Enemy can grudge ; / The Statesman we abhor, but praise the Judge. / In Israels courts ne’er sat an Abbethdin / With more discerning Eyes or Hands more clean, / Unbrib’d, unsought, the Wretched to redress ; / Swift of Dispatch and easie of Access.” Dit is een verwijzing naar de kritische en onbevooroordeelde manier waarop Heneage Finch, de toenmalige Lord Chancellor, de getuigen van de Paapse samenzwering ondervroeg.
Achitophel realiseert zich alras dat Absalom de geschikte persoon is om de opstand te leiden en de koninklijke macht aan te tasten, zodat Israël bijna een democratie wordt. Absalom is niet alleen daadkrachtig, maar ook buitengewoon populair onder de Israëlieten. Achitophel jut Absalom tegen zijn vader op: „Doubt not ; but, when he most affects the Frown, / Commit a pleasing Rape upon the Crown. / Secure his Person to secure your Cause ; / They who possess the Prince, possess the Laws.”

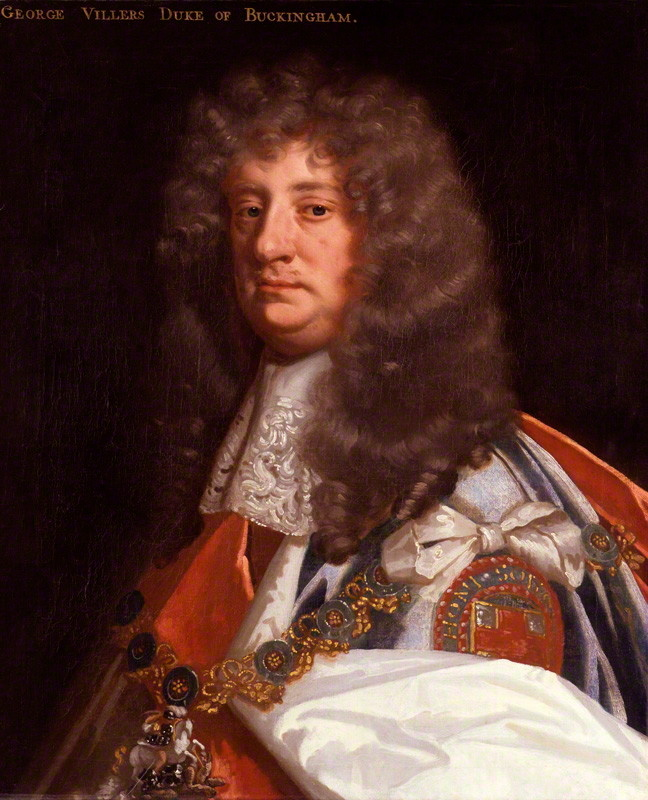
Buckingham („Zimri”)

Van vers 500 af maakt Dryden de oppositiepartij in het parlement belachelijk. Achitophel verenigt „alle malcontenten van Israël”, waaronder een bende Levieten (presbyterianen) en „the true old Enthusiastick Breed” (de nonconformisten). Een van de leiders van dit zootje ongeregeld is Zimri (de hertog van Buckingham). Deze man heeft heel brede interesses maar is nergens goed in.
In the first Rank of these did Zimri stand :
A man so various, that he seem’d to be
Not one, but all Mankind’s Epitome.
Stiff in Opinions, always in the wrong ;
Was Everything by starts, and Nothing long:
But, in the course of one revolving Moon,
Was chymist, Fidler, States-man, and Buffoon ;
Then all for Women, Painting, Rhiming, Drinking,
Besides ten thousand Freaks that died in thinking.
Ook onder de troep bevindt zich Shimei: „Shimei, whose Youth did early Promise bring / Of Zeal to God, and Hatred to his King ; / Did wisely from Expensive Sins refrain, / And never broke the Sabbath, but for Gain : / Nor ever was he known an Oath to vent, / Or curse, unless against the Government.” Shimei staat voor Slingsby Bethel, de sheriff van Londen; het was algemeen bekend dat hij een hevig republikein en zeer gierig was. Corah (Titus Oates) zal volgens Dryden niet vergeten worden, in tegenstelling tot vele anderen, maar heeft zichzelf met zijn verraad een plek in de geschiedenis veroverd: „Yet, Corah, thou shalt from Oblivion pass ; / Erect thy self thou Monumental Brass”. 
Absalom spreekt de menigte der Jebusieten toe en belooft het koninklijke juk van hun schouders te heffen, met de hulp van „Issachar zijn rijke westelijke vriend” (dit was de steenrijke politicus Thomas Thynne, die goed met Monmouth bevriend was).

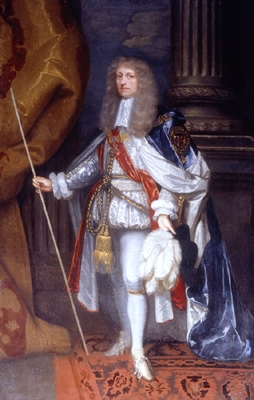
Ormonde („Barzillai”)

In de daaropvolgende verzen houdt Dryden een pleidooi voor het vermijden van opstanden en rebellie, omdat een staat alleen stabiel kan zijn wanneer er een rechtvaardige vorst over regeert. In vers 817 duikt de oude Barzillai op, die symbool staat voor James Butler, 1ste hertog van Ormonde. Barzillai heeft samen met David in ballingschap gezeten. Hij keert terug om de koning te ondersteunen en staat daarin niet alleen: ook Zadok (William Sancroft), „hij van de westelijke dom” (John Dolben), Adriel (Mulgrave), Jotham (George Savile, 1ste markies van Halifax), Hushai (Laurence Hyde, 1ste earl van Rochester) en Amiel (Edward Seymour, de parlementsvoorzitter) treden Barzillai bij. Dezen zijn allen trouwe aanhangers van Koning David.
De getrouwen van de koning trekken naar het sanhedrin en beginnen met een aanklacht tegen de verraders rond Achitophel; ze vertellen David dat zijn eigen zoon hem van de troon wil stoten. Uiteindelijk spreekt David de gegadigden toe. Hij stelt dat de samenzweerders zijn mildheid verkeerdelijk als zwakte interpreteren; echter, de koning is zacht en tegemoetkomend omdat hij dat zelf wil, niet omdat hij daartoe gedwongen wordt. De vorst heeft het recht tot regeren, en zijn vijanden zullen door zijn vele medestanders verslagen worden.
They call my tenderness of Blood, my Fear,
Though Manly tempers can the longest bear.
Yet since they will divert my native course,
’Tis time to show I am not Good by Force.
Those heap’d Affronts that haughty Subjects bring,
Are burdens for a Camel, not a King :
Kings are the publick Pillars of the State,
Born to sustain and prop the Nations weight
[...]
How ill my Fear they by my Mercy scan,
Beware the Fury of a Patient Man.
Wanneer de koning gesproken heeft, knikt God instemmend en stuurt een paar donderslagen door het firmament. Er breekt een nieuw tijdperk aan waarin David ongestoord kan regeren.

## Deel II
Het vervolg is grotendeels door Nahum Tate geschreven, die tien jaar later, in 1692, zelf Poet Laureate zou worden, na het overlijden van de door Dryden gehate Thomas Shadwell. In deel II van Absalom and Achitophel zijn de verzen 310 tot 509 van de hand van Dryden; hij maakt hiervan vooral gebruik om zijn literaire rivalen te bespotten. Shadwell wordt als Og voorgesteld, Doeg is Elkanah Settle. In de jaren 1670 had Dryden reeds een zeer persoonlijke aanval op Shadwell geschreven, de satire Mac Flecknoe, die in hetzelfde jaar als deel II van Absalom and Achitophel gepubliceerd werd.
Tate herinnert in de eerste paar verzen aan de onrust in Israël, waarbij de zonen van David zich dusdanig gedragen dat het verachten van de koninklijke privilegiën niets minder dan ‘de oorkonde van Jeruzalem’ (Londen) lijkt te zijn. Hierover verkneukelen Achitophel en Absalom zich.
Thus David’s Goodness was e’en fatal grown,
While wealthy Faction aw’d the wanting Throne.
For now their Sov’reign’s Orders to contemn
Was held the charter of Jerusalem ;
His Rights t’ invade, his Tributes to refuse,
A Priviledge peculiar to the Jews ;
As if from Heav’nly Call this Licence fell
And Jacob’s seed were chosen to rebell !

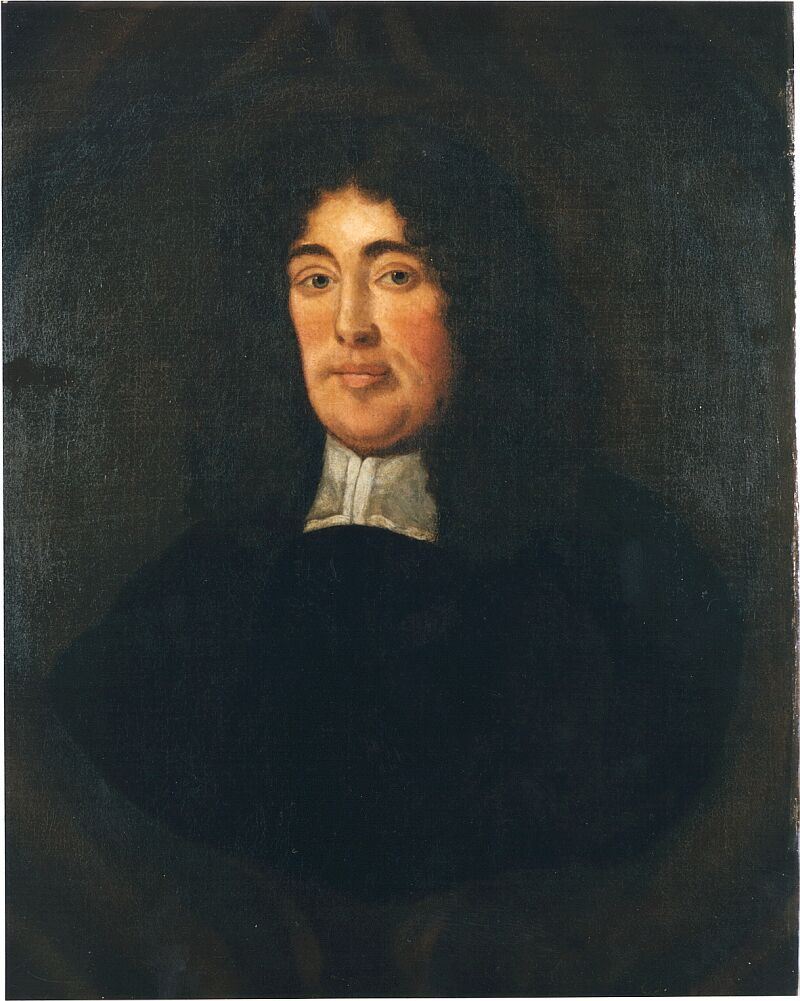
Oates („Corah”)

Tate argumenteert dat Koning Karel (David) zodanig zachtmoedig is en een dermate goede zaak voor Israël, dat het politieke waanzin is, tegen hem in opstand te komen: „Sway’d by a Monarch, whose serene Command / Seems half the Blessing of our promis’d Land.” Hij herinnert aan het feit dat Korach (Titus Oates) zelfs beschuldigingen aan het adres van de koningin (Michal) had geuit, die immers van katholieken huize was, als zou zij haar man hebben willen vermoorden. Dat is een absurde gedachte: „Such was the Charge on pious Michal brought, / Michal, that ne’er was cruel e’en in thought, / The best of Queens and most obedient Wife, / Impeach’d of curst Designs on David’s Life !” De opschudding door de Paapse samenzwering was erger dan de oorlogen van Israël tegen Tyrus (de Engels-Nederlandse oorlogen) of de ‘grote brand van Jeruzalem’ (de Grote brand van Londen). Verzen 69 tot 102 gaan door over Titus Oates alias Corah, de grote leugenaar en manipulator.
Absalom verkeert in ballingschap in Nederland (Tyrus), en krijgt twijfels aan zijn ambitie om de kroon te veroveren, waarvoor hij zijn vader uit de weg zou moeten ruimen. Hij spreekt in alle openheid tot Achitophel. Achitophel is gewetenloos en moedigt Absalom aan, alle wroeging te verpletteren.
Let not a Parent’s name deceive your Sense,
Nor trust the Father in a Jealous Prince !
Your trivial faults if he could so resent,
To doom you little less than Banishment,
What rage must your Presumption Since inspire,
Against his orders your Return from Tyre ?
Dit gesprek tussen Absalom en Achitophel loopt van vers 126 tot 275: Achitophel blijft op Absalom inpraten en waarschuwt hem voor de macht van de ‘farao’ (Lodewijk XIV), die de Engelse katholieken manipuleert zodat tweedracht in Engeland wordt gezaaid en de macht van David ondergraven wordt. Zodoende krijgt men „oorlog die als vrede is vermomd”, een situatie die Absalom desgewenst naar zijn hand kan zetten.
Our Tribes, whom Pharaoh’s Pow’r so much Alarms,
Shall rise without their Prince t’ oppose his Arms ;
Nor boots it on what cause at first they Joyn,
Their Troops once up, are Tools for our Design.
At least such subtle Covenants shall be made,
Till peace it self is War in Masquerade.

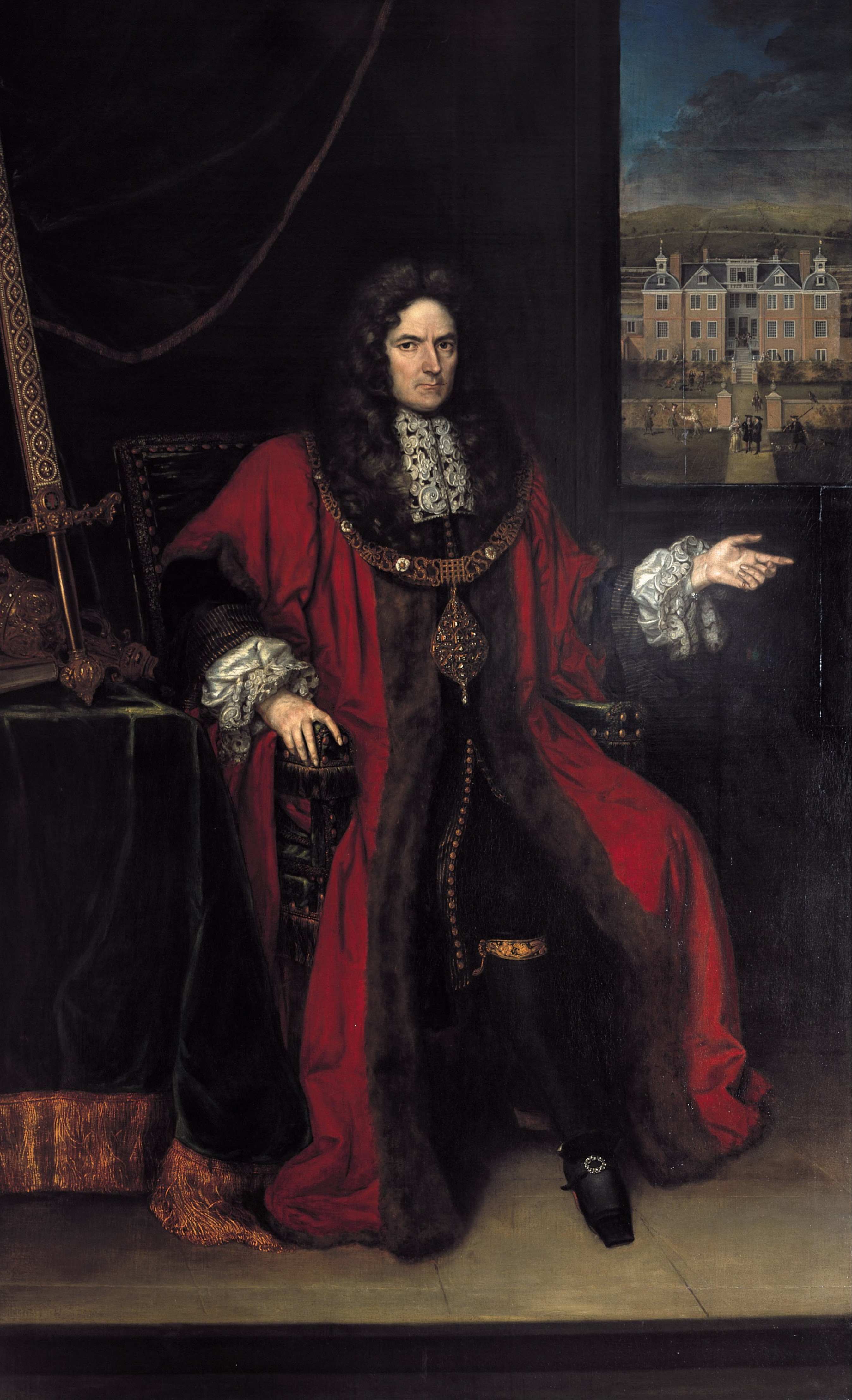
Clayton („Ishban”)

Om dit te bewerkstelligen, is verregaande chaos en verwarring nodig. Een der aanstokers is Ishban, de rijke bankier die „de grootste heilige onder de woekeraars” is: toen hij over Jeruzalem regeerde, was het met de rebellie zeer goed gesteld. Ishban is Sir Robert Clayton, die in 1680 de Lord Mayor of London was en een overtuigde Whig. Aan zijn zijde staat Rabsheka, een man die zoveel begeestering bezit dat hij geen gratie nodig heeft. Dit is een verwijzing naar Sir Thomas Player, een zeer actief politicus die een sterk voorstander van de Exclusion Bill was en bij Shaftesbury hoog stond aangeschreven. Rabsheka is even actief in de parlementaire commissies als in de bordelen („stews”):
Next him, let Railing Rabsheka have place,
So full of Zeal he has no need of grace ;
A Saint that can both Flesh and Spirit use,
Alike haunt Conventicles and the Stews
De Tories noemden Player smalend ‘Sir Thomas Creswell’ vanwege zijn vriendschap met Mother Cresswell, de madam van Londens beroemdste bordeel.
Vervolgens komt Drydens bijdrage tot het gedicht, waarin hij Robert Ferguson aanvalt onder de naam Judas. Ferguson was een Schots presbyteriaans priester, bijgenaamd ‘the Plotter’ vanwege zijn aandeel in de Rye House-samenzwering. Ferguson was een vurig voorstander van de uitsluiting van Jacobus II en fingeerde het ‘bewijsmateriaal’ van een huwelijk tussen Karel II en Lucy Walter, moeder van Monmouth, hetgeen van Monmouth een legitieme zoon zou maken. Hij was tevens (mogelijk tezamen met Shaftesbury) auteur van een aantal opruiende pamfletten. Hem vergezelt Phaleg, eveneens een ‘Hebroniet’ (dus uit Schotland); Phaleg staat voor William Forbes, 11de Lord Forbes.
Shall that false Hebronite escape our Curse,
Judas that keeps the Rebells Pension-Purse ;
Judas that pays the Treason-writers Fee,
Judas that well deserves his Namesake’s Tree ;
[...]
Here Phaleg the Lay Hebronite is come,
Cause like the rest he could not live at Home

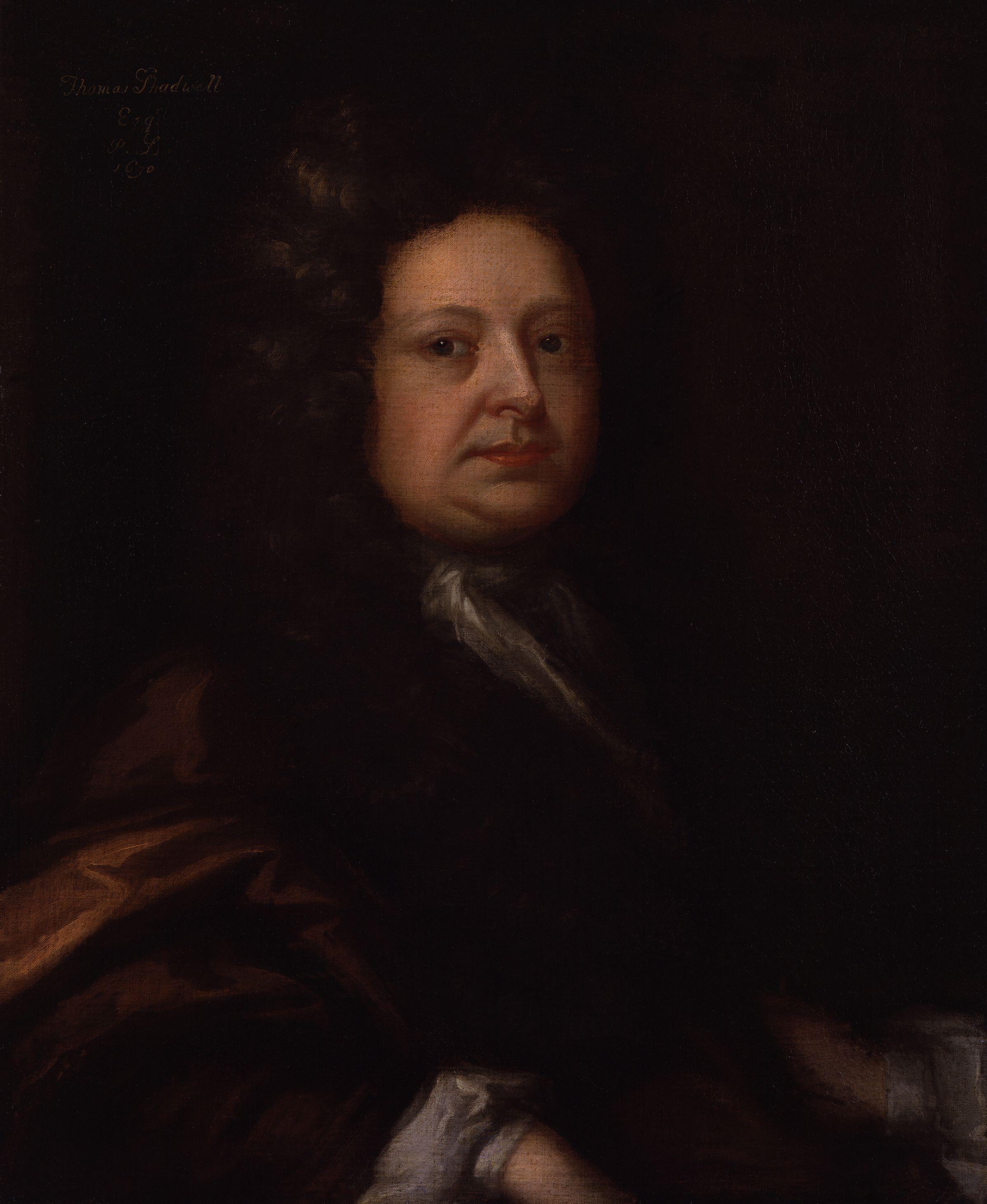
Shadwell („Og”)

Dryden zet een boompje op over de Schotten, over Ben Jonson (Ben Jochanan) en over Alexander Burnet (de aartsbisschop van Glasgow, die hij Balak noemt). In zijn overzicht van dwazen heeft hij geen tijd om allen aan bod te laten komen, maar vermeldt nog enkele slechte dichters die lamentabeler schrijven dan „de vertaling van Davids psalmen” (de traditionele psalmenvertaling die in de 17de eeuw in Engelse kerken werd gebezigd, was van de hand van Thomas Sternhold en John Hopkins, en stond bekend als van zeer slechte kwaliteit): de saaie Mephibosheth staat voor John Pordage, astroloog en aanhanger van Jakob Böhme, die Dryden dan ook „de zoon van een tovenaar” noemt. Uzza „zou ik mijden als de pokken (of syfilis)”: deze persoon wordt in de verklarende lijst bij de druk uit 1716 ‘J.H.’ genoemd, hetgeen waarschijnlijk op John Hopkins slaat. „Og en Doeg” (Shadwell en Settle) zijn twee idioten wier verzen „op krukken lopen”. Dankzij mijn muze, aldus Dryden, zullen ze voor eeuwig leven, niettegenstaande hun karamelleversjes. De werken van Doeg zijn zodanig heroïsch dat ze volslagen geschift zijn.
Poor Slaves in metre, dull and adle-pated,
Who Rhime below ev’n David’s Psalms translated.
Some in my Speedy pace I must outrun,
As lame Mephibosheth the Wisard’s Son ;
To make quick way I’ll Leap o’er heavy blocks,
Shun rotten Uzza as I woud the Pox ;
And hasten Og and Doeg to rehearse,
Two Fools that Crutch their Feeble sense on Verse,
Who by my Muse, to all succeeding times
Shall live in spite of their own Dogrell Rhimes.
Doeg, though without knowing how or why,
Made still a blund’ring kind of Melody ;
Spurd boldly on, and Dash’d through Thick and Thin,
Through Sense and Non-sense, never out nor in ;
Free from all meaning, whether good or bad,
And in one word, Heroically mad

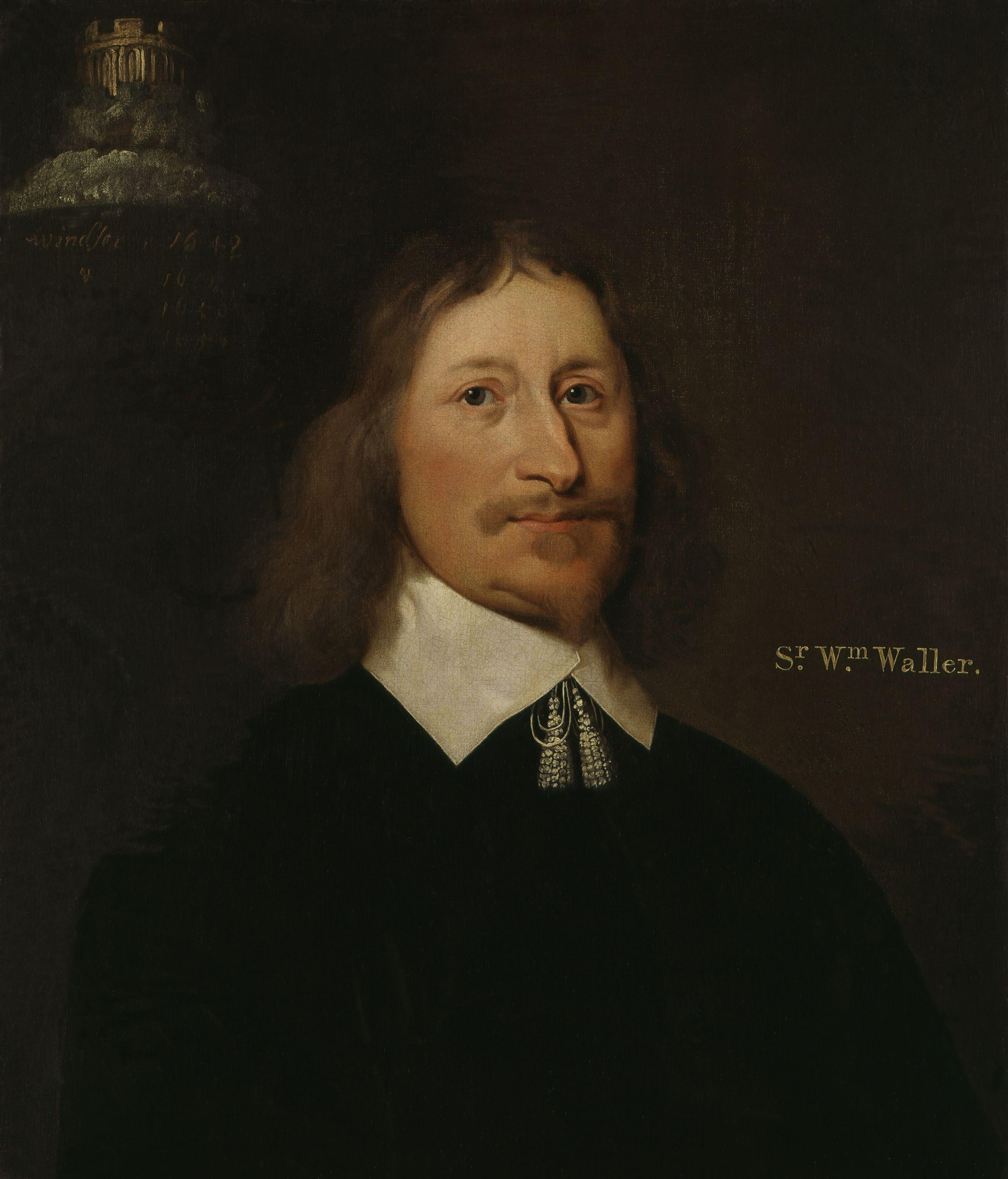
Waller („Arod”)

Na het ridiculiseren van Settle komt Dryden op Shadwell terug, en beschrijft hem (Og) als een vette zuiplap die net uit de kroeg komt. „With all his Bulk there’s nothing lost in Og, / For ev’ry inch that is not Fool is Rogue : / A monstrous mass of foul corrupted matter, / As all the Devils had spew’d to make the batter.” Uiteindelijk verklaart Dryden dat Settle alles welbeschouwd nog beter schrijft dan Shadwell, en dat hij zich geen betere wraak op zijn vijanden kan indenken dan dat ze allen zoals Shadwell zouden schrijven, waarmee ze zich werktuigelijk onsterfelijk belachelijk zouden maken: „And for my Foes may this their Blessing be, / To talk like Doeg and to Write like Thee.”
In het laatste gedeelte, door Tate, wordt de toenemende invloed van de ‘farao’ (Lodewijk XIV) beschreven, die ‘Tyrus’ (de Lage Landen) onderwerpt. Maar goud is oppermachtig, en Tate herinnert aan de heroïsche daden van Sir William Waller (Arod) tijdens de Engelse Burgeroorlog, en ook Benaiah (generaal Edward Sackville) mag niet vergeten worden. In een lange uiteenzetting stelt Tate dat Monmouth als koning de speelbal van de Fransen zou zijn; Israël heeft vrede en stabiliteit vandoen om tegen de toenemende dreiging van Egypte opgewassen te zijn. Daarenboven zou het land chaotisch aan de Whigs overgelaten zijn, mocht Monmouth zijn plan doordrijven, en dat is net wat de Whigs willen bereiken, want zij zijn machtsgeil: „Wake Absalom, approaching Ruin shun, / And see, O see, for whom thou art Undone ! / How are thy Honours, and thy Fame betray’d, / The Property of desp’rate Villains made !” Eigenlijk zou Absalom wijs genoeg moeten zijn om zich te realiseren dat het leven als prins veel comfortabeler is dan als monarch; Tate spoort hem derhalve aan, te blijven waar hij is en geen nodeloze risico’s aan te gaan.

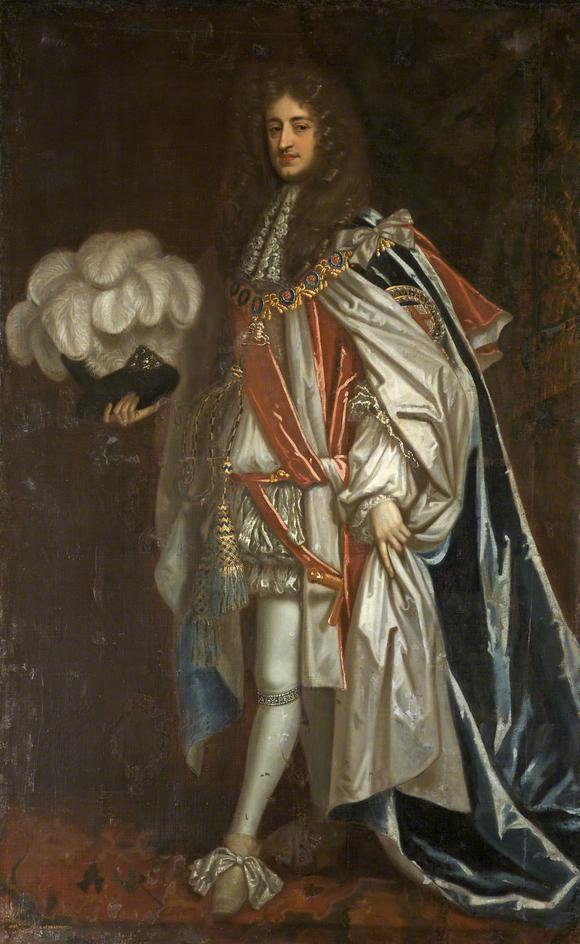
Beaufort („Bezaliel”)

Tot slot steekt Tate de loftrompet over Henry Somerset, 1ste hertog van Beaufort, die als Bezaliel wordt opgevoerd. Beaufort had al heel vroeg een hekel aan de facties in het politieke leven. Aan hem komt de eer toe, vereeuwigd te worden in de onsterfelijke poëzie van Asaph, namelijk John Dryden zelf. Er wordt een nieuwe school van profeten in Israël gesticht, en aan het hoofd daarvan komt Abdael te staan: generaal George Monck, die anno 1660 een leidende rol in het herstel van Karel II had gespeeld.
Brave Abdael o’re the Prophets’ School was plac’d ;
Abdael, with all his Father’s Virtue grac’d ;
A Heroe, who, while Stars look’d wond’ring down,
Without one Hebrew’s Bloud restor’d the Crown.
Ook Lord Chancellor Heneage Finch, alias Amri, wordt nog eens in de kijker geplaatst, als de rechtvaardige leider van het Sanhedrin. Een trouw lid van het Sanhedrin is Sheva: „Than Sheva, none more loyal Zeal have shown, / Wakeful as Judah’s Lion for the Crown.” Met deze Sheva wordt de pro-monarchistische publicist Sir Roger L’Estrange bedoeld.
De laatste paar verzen drukken tevredenheid uit omtrent het feit dat Ziloah thans over Jeruzalem regeert: Sir John Moore was Lord Mayor van Londen geworden, een overtuigde, koningsgezinde Tory die alle rebellie vanuit de volksmassa’s stevig onder bedwang hield.
With David then was Israel’s peace restor’d,
Crowds Mourn’d their Errour, and Obey’d their Lord.
De Whigs hebben de verkiezingen verloren, de orde is hersteld en Karel II zit weer stevig in het zadel.